# Nový židovský hřbitov v Ústí nad Labem
Nový židovský hřbitov se v Ústí nad Labem nacházel na Ovčím vrchu, mezi ulicemi Kekulova a Okružní, jako zvláštní oddělení komunálního hřbitova. Založen byl v roce 1892 a v roce 1924 zde bylo otevřeno další oddělení. Hřbitov byl poškozen během druhé světové války, avšak pohřby zde probíhaly i v poválečném období. Židovská obec se však potýkala s nedostatkem finančních prostředků, což se projevilo na chátrajícím stavu hřbitova. Obec neúspěšně žádala o oplocení židovského oddělení hřbitova, který byl nakonec vyhláškou jednotného národního výboru z 22. listopadu 1953 zrušen. Náhrobní kameny ze zaniklého hřbitova byly následně rozprodány (poslední po roce 1980). Po roce 1980 byl celý komplex komunálního hřbitova na Ovčím vrchu zrušen a na jeho místě se nachází provozy Spolku pro chemickou a hutní výrobu (Spolchemie).